# Nerez
Nerez byla česká folková hudební skupina, jejíž jádro tvořil autorský trojúhelník Zuzana Navarová – Zdeněk Vřešťál – Vít Sázavský.

## Historie

### Začátky
Pražští vysokoškoláci Zdeněk Vřešťál a Vít Sázavský spolu tvořili folkové duo hrající humorné písně (vyhráli soutěž satirických písní Příbramský permoník). V roce 1980 se seznámili se Zuzanou Navarovou, která dosud zpívala se skupinou Výlety z Hradce Králové. Po návratu Navarové ze studijní stáže na Kubě vznikla v roce 1981 Nerez. V roce 1982 Nerez vyhrál Portu v Plzni a Zuzana Navarová získala cenu za nejlepší vokální projev na Vokalíze v Praze. O rok později skupina opět vyhrála Portu a její vítězství na Vokalíze dokumentuje článek Vokalíza značky Nerez v časopise Melodie. Ivan Hlas vzpomíná, že v době, kdy byli Vřešťál a Sázavský na vojně, hrál se Zuzanou Navarovou on a jednorázová skupina se jmenovala Ouvej band.

### 2. polovina 80. let
V roce 1986 vyšlo Nerezu první LP, Masopust. O rok později vydal Zdeněk Vřešťál autorské EP Písničky ze šuplíku. V roce 1988 vyšlo druhé řadové album Na vařený nudli, Navarová se Sázavským napsali hudbu k animovanému filmu Michaely Pavlátové Křížovka a Vřešťál produkoval EP Drobné skladby mistrů, kam shromáždil 12 drobných písniček (většinou kratší než minuta) od různých autorů (Jan Burian, Vladimír Merta, Bratři Ebenové apod.). Roku 1989 členové Nerezu pořádali festival Stará láska Nerez a Vy, při kterém si na pódium zvali spřátelené muzikanty, v listopadu koncertovali ve Španělsku.

### Začátek 90. let
V roce 1990 vyšlo třetí (a poslední) řadové LP Ke zdi. O rok později členové kapely vlastním nákladem vydali v omezeném nákladu 1 800 kusů demokazetu Co se nevešlo, kde soustředili písně, které dosud nevyšly, v „live“ verzích z různých koncertů. Navarová se Sázavským znovu spolupracovali s Michaelou Pavlátovou, složili hudbu k filmu Řeči, řeči, řeči… nominovanému na Oscara. Roku 1992 přišla Zuzana Navarová se sólovým projektem Caribe.

V roce 1993 vyšlo živé CD Stará láska Nerez a vy, které je záznamem koncertu z 18. března a kromě hostování Jaroslava Nejezchleby jde o koncert samotného hlavního tria. Nerez pak ještě nahráli album koled Nerez v Betlémě, ale už bylo jasné, že se skupina rozpadá. Uspořádali ještě jedno větší turné a koncert v Lucerně 28. dubna 1994, kde hostovalo mnoho špičkových rockových a jazzových muzikantů. Zdeněk Vřešťál začal připravovat sólové album Čím dál víc Vřešťál a Zuzana Navarová spolu s Ivánem Gutiérrezem a Karlem Cábou trio Tres.

### Vývoj po ukončení činnosti skupiny
V roce 1995 vyšly v reedici na CD tři řadová LP Nerezu pod názvem Nerez – antologie doplněné o tři bonusy. Tres vydali stejnojmenné CD a Zdeněk Vřešťál pracoval jako producent s Jaromírem Nohavicou. Tato spolupráce vyvrcholila Nohavicovým albem Divné století (1996; aranže Vít Sázavský) a vytvořením Kapely (Zdeněk Vřešťál, Vít Sázavský, Pavel Plánka, Filip Jelínek, Vlaďka Hořovská, Petra Pukovcová), která Nohavicu začala doprovázet na koncertech. Záznam z koncertů vyšel na CD Jaromír Nohavica a Kapela – Koncert. Poté opět Nohavica vystupoval sám s kytarou, z Kapely ale vznikla skupina Neřež, která začala hrát písně Zdeňka Vřeštála včetně několika písní z repertoáru Nerezu.

V roce 2001 vyšlo CD Co se nevešlo (pozdní sběr), které vzniklo na základech kazety z roku 1991, avšak s digitálním odstraněním šumů. Neřež odehrál několik vzpomínkových koncertů se Zuzanou Navarovou a ke konci roku vyšel výběr Nej, nej, nej. Po smrti Zuzany Navarové 7. prosince 2004 Neřež občas vystupuje s koncertním programem Neřež hraje Nerez.
V březnu 2007 vydalo vydavatelství Supraphon reedici všech tří studiových alb Nerezu s novým masteringem a DVD s klipy a archivními záběry doplněné zpěvníkem.
Zdeněk Vřešťál v červenci 2008 ohlásil, že píše podrobnou knihu o historii skupiny Nerez, která vyšla v roce 2009 pod názvem Ne, Nerez nerezne.

## Reunion
V květnu roku 2018 oznámili Zdeněk Vřeštál a Vít Sázavský, že obnoví skupinu Nerez. Náhradou za zesnulou Zuzanu Navarovou má být Lucia Šoralová. Projekt zvaný Nerez & Lucia poběží paralelně s kapelou Neřež.

## Obsazení
- Zuzana Navarová, zpěv, perkuse, triangl, texty, melodie 1981–1994
- Zdeněk Vřešťál, zpěv, kytara, texty, melodie 1981–1994
- Vít Sázavský, zpěv, kytara, aranžmá 1981–1994
- Andrej Kolář, perkuse 1981–1985
- Vladimír Vytiska, kontrabas 1982–1991
- Václav Bratrych, saxofon 1988–1994
- Pavel Plánka, bicí 1990–1994
- František Raba, kontrabas 1991–1994

## Diskografie
- Porta '83 (různí interpreti, Píseň Tisíc dnů mezi námi) (1984)
- Dostavník 21: Tisíc dnů mezi námi / Za poledne (SP) (1984)
- Imaginární hospoda (EP; s Karlem Plíhalem a Slávkem Janouškem) (1986)
- Masopust (1986)
- Na vařený nudli (1988)
- Ke zdi (1990)
- Co se nevešlo (Nerez a Vy) (1991)
- Stará láska Nerez a vy (1993)
- Nerez v Betlémě (1993)
- Nerez antologie (1995) – znovu Masopust, Na vařený nudli a Ke zdi (+ bonusy)
- Co se nevešlo (pozdní sběr) (2001)
- Nej nej nej (2001)
- Smutkům na kabát (2005) – výběr písní Zuzany Navarové včetně několika písní Nerezu
- Do posledního dechu (2006) – výběr písní Zdeňka Vřešťála včetně několika písní Nerezu
- …a bastafidli! (2007) – znovu Masopust, Na vařený nudli a Ke zdi + bonusy, DVD a zpěvník
- Nerez – Neřež 1982 – 2007 (2008) – výběr písní Víta Sázavského včetně několika písní Nerezu
- Nerez v Betlémě / Koncert v Orlové (2011) – reedice alba Nerez v Betlémě + dosud nevydaný koncert z roku 1985